# 明基電通
明基電通（英語：BenQ Corporation）為佳世達科技的一間子公司，其英文簡稱是BenQ，為該公司的核心品牌事業。佳世達科技隸屬於明基友達集團。明基電通集團原本是屬於宏碁集團內的一份子，為一代工兼具自有品牌公司。因2000年，宏碁集團陷入虧損，當時的宏碁董事長施振榮展開品牌與代工分家策略，將宏碁集團切割成「宏碁集團」、「明基電通集團」、與「緯創集團」等，合稱「泛宏碁集團」。2007年9月，明基電通正式更名為佳世達科技，同時將其品牌業務成立新公司，即現在的明基電通。

## 歷史

### 早期歷史
明基電通公司最初名為「明碁電腦」（Continental Systems Inc.），成立於 1984 年，為宏碁（acer）集團旗下公司。初期的明碁電腦是一間純粹的PC代工廠商，主要業務是美國國際電報電話公司的PC代工訂單。1989年，明碁電腦開始引入一些新的「電腦週邊產品」技術，選擇了「電腦週邊產品」作為新的發展方向，也開始思考讓明碁和宏碁能夠更清楚地切割開來，並於1996年7月22日正式在台掛牌上市，開啟了集團化的發展。
2000年，寬頻網路及其相關應用在當時日漸興盛，3W（無線Wireless、寬頻Wideband、網路Web）產業前景的評估下，成立寬頻事業部，研發網通相關技術並開發網通相關產品。其後隨著經營策略的改變以及網路、通訊事業佔公司營收比重不斷增加的情況下，明碁於同年6月正式將公司名稱更改為「明碁電通股份有限公司」。
2001年12月5日，明碁電腦推出自有品牌BenQ，並將英文企業名稱更名為BenQ Corporation。
2002年5月，明碁電腦更名為明基電通，由李焜耀擔任董事長。

### 明基西門子
2005年9月，明基在德國設立明基電通子公司（BenQ Mobile GmbH & Co OHG），以無出資方式併購德國西門子手機部門，出產的手機將掛上BenQ-Siemens雙品牌五年。
2005年11月9日，以BenQ-Siemens名義贊助皇家馬德里。
2006年9月28日，明基宣佈停止投資其德國子公司。過去明基因西門子手機部門導致大量虧損，總計金額高達六億歐元（約新台幣250億元）。

### 後西門子
明基不再投資德國手機子公司之後，董事會通過品牌與代工分家，明基更名為佳世達科技，專職產品代工；同時成立現在的明基電通，沿用BenQ商標，專注於品牌的經營，為佳世達電通旗下100%持有的子公司。
明基將進行中的手機產品推完後，一度暫時停止手機產品線。目前以液晶顯示器、液晶電視、投影機、電視上網精靈、藍牙揚聲器、LED螢幕閱讀燈、大型商用顯示器等為主要產品線。

### 併購 Zowie Gear
ZOWIE成立於2008年，為全球專業電競裝備製造商，主營業務為電競設備的設計與開發。2015年，BenQ投資ZOWIE，使ZOWIE成為BenQ旗下電競產品的專業品牌。

## 外部連結
- BenQ Taiwan 官方網站 （页面存档备份，存于）
- BenQ Display 商用系列 官方網站 （页面存档备份，存于）
- BenQ Taiwan 官方部落格
- BenQ Taiwan的Facebook專頁粉絲
- YouTube上的BenQ Taiwan頻道